# 音風
音風（おとかぜ）は、日本のロックバンド。2003年に結成。2006年1月8日にMASAYOが脱退、以降活動休止中である。

## メンバー
- 里村源多朗（ギター）
- 沢田泰司（ギター&ベース）
- HATSUSE（ドラム）
- furani（キーボード）

### 元メンバー
- GON（ベース）
- RIEKO（ボーカル）
- 藤本泰司（ギター）
- 佐藤英樹（ドラム）
- MASAYO（ボーカル）沢田の妹。2006年1月8日脱退。

### LIVE「Dear TAIJI Forever」のメンバー
- MASAYO（ボーカル）
- 里村源多朗（ギター）
- GON（ベース）
- 佐藤英樹（ドラム）
- furani（キーボード）

## 来歴
- 2003年6月 - 沢田泰司、GON、RIEKOにより結成。[2]
- 2003年8月 - 里村源多朗、佐藤英樹が加入。[2]
- 2003年9月 - MASAYO、furaniが加入し7人体制となる。[2]
- 2003年12月12日-13日 - 音風男組として沢田泰司、GON、里村源多朗、佐藤英樹がhide Birthday Party~CLUB PSYENCE~に参加。[3]
- 2003年12月28日 - 目黒鹿鳴館で初ライブ「音風 ~otokaze~ まつり Vol 1」を開催する。[4]
- 2004年 - GON、RIEKOが脱退。藤本泰司が加入。
- 2004年11月20日 - 新宿MARZのライブにてアルバム「音風OTOKAZE」を発売。
- 2005年 - 藤本泰司、佐藤英樹が脱退。HATSUSEが加入。
- 2006年1月8日 - MASAYOが脱退。
- 2012年7月17日 - 沢田泰司の一周忌イベントに参加。

## ディスコグラフィ

### アルバム
- 音風OTOKAZE（2004年11月20日）
  1. Get It Your Heart
  2. 取り戻そうよ
  3. Do It Yourself
  4. 百円玉の勇気
  5. 想い～ありがとう～
  6. 8月11日
  7. Dear Angel
  8. Get Your Dream

## ライブ
- 2003年12月28日 - 目黒鹿鳴館「音風 ~otokaze~ まつり Vol 1」
- 2004年11月20日 - 新宿MARZ
- 2004年12月26日 - 目黒鹿鳴館
- 2012年7月17日 - 目黒鹿鳴館「『Dear TAIJI Forever』～ありがとう たーちゃん～」